# Bình An (diễn viên)
Nguyễn Bình An (sinh ngày 15 tháng 8 năm 1993), thường được biết đến với nghệ danh Bình An, là một nam diễn viên kiêm người mẫu người Việt Nam. Anh nổi tiếng với các vai diễn trong các bộ phim 5S Online, Lạc giới và Mối tình đầu của tôi.

## Tiểu sử và sự nghiệp

### 1993–2012: Tiểu sử, trước khi nổi tiếng
Diễn viên Bình An, tên đầy đủ là Nguyễn Bình An, tên khác Alvin Ichi, sinh ngày 15 tháng 8 năm 1993 tại tỉnh Phú Thọ, nguyên quán Phú Thọ. Bình An học khóa 33 trường đại học Sân khấu Điện ảnh Hà Nội, cùng khóa Phan Thắng, Quỳnh Kool, Trung Ruồi, Thương Cin, Trần Nghĩa và Minh Trang.

### 2013–2015: Sự nghiệp ban đầu
Bình An nổi lên từ cuối năm 2012, đầu năm 2013 với những bộ ảnh mang hơi hướng Hàn Quốc. Sau đó, Bình An chuyển sang nghiệp diễn với những clip phát trên mạng xã hội, những bộ phim truyền hình. Năm 2014, Bình An khá thành công với vai Hải trong bộ phim ăn khách Lạc Giới và lọt top 20 cuộc thi về thời trang. Vai diễn trong 5S Online thực ra là một vai trò hoàn toàn mới với An. Theo An tự nhận thấy, vai Lãng tử rất đáng để mình thử sức bản thân. Tuy làm quen với bộ phim sau mọi người, nhưng An luôn nhận được sự giúp đỡ từ các anh chị trong ê-kíp và các bạn diễn nên cũng bắt nhịp khá nhanh, không bỡ ngỡ nhiều khi nhập cuộc. Sau bộ phim Lạc giới, An đã có nhiều cơ hội tiếp xúc và làm việc với rất nhiều người. Chính vì đó An đã quyết định nam tiến để công việc thuận lợi hơn. Trong năm 2015, An chính thức vào Sài Gòn. Tính đến năm 2015, Bình An đã tham gia được 7 vai diễn, trong đó vai diễn để lại nhiều ấn tượng nhất là Hải trong bộ phim Lạc Giới. Đây là bước đánh dấu sự khởi đầu của An trong sự nghiệp diễn viên của mình. Lạc giới cũng là bộ phim để lại trong An rất nhiều cảm xúc, kỷ niệm và những cảnh quay đáng nhớ.

### 2016–nay: Phát triển sự nghiệp và được công chúng đón nhận
Từ năm 2015 đến nay, Bình An tham gia nhiều phim truyền hình của Đài Truyền hình Việt Nam như Zippo, mù tạt và em, Đi qua mùa hạ, Ngược chiều nước mắt, Tình khúc bạch dương, Chạy trốn thanh xuân, Những cô gái trong thành phố, Mối tình đầu của tôi, Tiệm ăn dì ghẻ, 11 tháng 5 ngày và Mặt nạ gương.
Ngoài ra, anh còn tham gia phim điện ảnh Gái già lắm chiêu 3 và quảng cáo Vedan với bài "Sáng mắt chưa" cover của Trúc Nhân.
Năm 2018, anh giành giải Nam diễn viên phụ xuất sắc nhất phim truyện truyền hình tại Cánh diều vàng 2018 với vai diễn Quang (thời trẻ) và Linh trong Tình khúc bạch dương”.
Năm 2021, anh tiếp tục được khán giả yêu thích với vai diễn Trí trong 11 tháng 5 ngày và vai phản diện Khải trong Mặt nạ guơng.
Năm 2022, anh tham gia bộ phim Ga-ra hạnh phúc với vai Quân, đóng cặp với Diễm Hương và Quỳnh Kool. Sau Ga-ra hạnh phúc, anh tham gia bộ phim Đừng làm mẹ cáu với vai Khôi, đóng cặp với Quỳnh Lương.
Năm 2023, anh góp mặt với vai Long trong phim Biệt dược đen, đóng cùng Hoàng Anh Vũ và Đỗ Duy Nam. 

## Danh sách phim

### Điện ảnh
| Năm  | Phim                | Vai diễn | Đạo diễn           | Giới thiệu |
| ---- | ------------------- | -------- | ------------------ | ---------- |
| 2014 | Lạc giới            | Hải      | Phi Tiến Sơn       | [ 1 ]      |
| 2019 | Gái già lắm chiêu 3 | Pierre   | Bảo Nhân & Namcito |            |

### Truyền hình
| Năm  | Phim                         | Kênh             | Vai diễn                                     | Đạo diễn                                                   | Đóng chung                                                                              | Giới thiệu  |
| ---- | ---------------------------- | ---------------- | -------------------------------------------- | ---------------------------------------------------------- | --------------------------------------------------------------------------------------- | ----------- |
| 2015 | 5S Online                    | VTV6             | An Lãng tử                                   | Nguyễn Hữu Trọng                                           | Mạnh Quân, Hoàng Anh Vũ, Trang Cherry, Quỳnh Anh Shyn                                   | [ 2 ]       |
| 2015 | Tình và lý                   | SCTV14           | Hiếu Nghĩa                                   | Nguyễn Thu                                                 | Yeye Nhật Hạ                                                                            |             |
| 2016 | Zippo, mù tạt và em          | VTV3             | Sơn (lúc trẻ)                                | NSND Trọng Trinh, Bùi Tiến Huy                             | Nhã Phương                                                                              |             |
| 2017 | Đi qua mùa hạ                | VTV3             | Thanh                                        | Bùi Quốc Việt                                              | Hoàng Linh Chi                                                                          |             |
| 2017 | Ngược chiều nước mắt         | VTV1             | Lực                                          | NSƯT Vũ Minh Trí                                           | Phan Minh Huyền                                                                         |             |
| 2018 | Tình khúc bạch dương         | VTV1             | Quang (thời trẻ) / Linh (con trai của Quang) | NSƯT Vũ Truờng Khoa, NSƯT Nguyễn Mai Hiền, Nguyễn Đức Hiếu | Nhã Phương, Minh Trang, Huỳnh Hồng Loan                                                 |             |
| 2018 | Chạy trốn thanh xuân         | VTV3             | Duy                                          | NSƯT Vũ Minh Trí & Nguyễn Đức Hiếu                         | Phạm Ngọc Anh                                                                           |             |
| 2018 | Những cô gái trong thành phố | VTV3             | Tùng                                         | NSƯT Vũ Trường Khoa                                        | Lương Thanh, Ngọc Crystal Eyes                                                          |             |
| 2019 | Mối tình đầu của tôi         | VTV3             | Nam Phong                                    | Namcito & Bảo Nhân                                         | Ninh Dương Lan Ngọc, Chi Pu                                                             | [ 3 ] [ 4 ] |
| 2019 | Tiệm ăn dì ghẻ               | VTV3             | Philip                                       | Nguyễn Đức Hiếu/ Nguyễn Thu                                | Huỳnh Hồng Loan                                                                         |             |
| 2021 | Yêu hơn cả bầu trời          | VTV1             | Hải                                          | Nguyễn Khải Anh                                            | Ngô Mai Phương                                                                          | [ 5 ]       |
| 2021 | 11 tháng 5 ngày              | VTV3             | Trí                                          | Nguyễn Đức Hiếu, Lê Đỗ Ngọc Linh                           | Khả Ngân, Bùi Phương Nga                                                                |             |
| 2021 | Mặt nạ gương                 | VTV3             | Vũ Khải                                      | Bùi Quốc Việt                                              | Nguyễn Hoàng Ngọc Huyền, Lương Thu Trang                                                |             |
| 2022 | Gara hạnh phúc               | VTV3             | Quân                                         | Bùi Quốc Việt                                              | Quỳnh Kool, Diễm Hương                                                                  |             |
| 2022 | Đừng làm mẹ cáu              | VTV3             | Khôi                                         | NSƯT Vũ Minh Trí                                           | Quỳnh Lương, Ngô Mai Phương                                                             |             |
| 2023 | Biệt dược đen                | VTV3             | Nguyễn Hoàng Long                            | Phạm Gia Phương, Trần Trọng Khôi                           | Hoàng Anh Vũ, Huỳnh Anh, Phạm Tuấn Anh, Lương Thanh, Đỗ Duy Nam, Bảo Anh, Phạm Tuấn Anh |             |
| 2023 | Nhà mình lạ lắm              | K+               | Orlando Phương                               | Đinh Tuấn Vũ                                               | Nhan Phúc Vinh, Lê Bống                                                                 |             |
| 2025 | Đi về miền có nắng           | VTV3 SK Pictures | Đình Phong                                   | Quốc Thuận                                                 | Hoàng Khánh Ly, Yên Đan, Đức Sơn                                                        |             |
| 2025 | Dịu dàng màu nắng            | VTV1             | An                                           | Bùi Quốc Việt                                              | Duy Hưng, Lương Thu Trang                                                               |             |

### MV ca nhạc
| Năm  | Bài hát                   | Tác giả                          | Bạn diễn | Tham khảo                     |
| ---- | ------------------------- | -------------------------------- | --- | ----------------------------- |
| 2013 | Cảm xúc cuối              | The Heaven, Phương Suri, Duy Hải | Mai Thỏ, Hữu Công, Vũ Hương Lan, Phong Bi, Hà Huy Hoàng, Tuấn Lee, Richi, Hà Cương, Thùy Candy, Phạm Nguyễn Hoàng Dương, Tuấn Anh Trần, Tuấn Anh Đỗ, Cu bynn, Justin, Thủy Sún, Trọng Chiến, Vân Anh, Hồng Nhung, Linh Kiu, Kuz Luv, Hoàng Đức, Hà Cương, Tiểu Dương, Mít Chinese, Nhung Nhỏ Nhắn, Đức Ken... và các diễn viên khác. |                               |
| 2013 | Nụ cười xuân              | Mạnh Quân, ManhBin               | Thùy Anh Dương, Salim, Trang Bông, Phúc Bằng, Trung Anh, Baggio, Ngân Búng, Việt Michael, Tùng Tống, Mạnh Bin, Mạnh Quân, Chu Huy, Quỳnh Anh Shyn, Huy Keo, Mai Thỏ. |                               |
| 2014 | Để em rời xa              | Hoàng Tôn                        | Linh Rin, Hạnh Sino |                               |
| 2014 | Baby I love you           | Hoàng Yến Chibi, Mờ Naive        | |                               |
| 2015 | Ngày hôm qua đã từng      | Mờ Naive                         | |                               |
| 2017 | Thương                    | Quốc Thiên                       | Mai Hồ |                               |
| 2018 | Không phải em, đúng không | Dương Hoàng Yến                  | Dương Hoàng Yến, Quỳnh Kool |                               |
| 2019 | Chờ ngày anh nhận ra em   | Thùy Chi                         | Ninh Dương Lan Ngọc | OST phim Mối Tình Đầu Của Tôi |
| 2019 | Chẳng để em xa anh        | Đức Phúc                         | Ninh Dương Lan Ngọc | OST phim Mối Tình Đầu Của Tôi |
| 2020 | Đừng rời xa tôi           | Đức Phúc                         | |                               |
| 2024 | Em giả vờ anh nhận vơ     | Lê Bảo Bình                      | Hà Bùi, Trần Nhượng, Dương Phú Quý, Đức Anh, Happy, Nguyễn Love |                               |

### Phim ngắn
- Xin lỗi, Vì anh không phải con trai (2014)
- Hãy gọi tôi là Thầy (2014)
- Tình yêu trở lại (2014)
- Cậu có phục vụ tại bàn không (2020)
- Tết, là bình an trở về (2024)

### MV Parody
- Sáng mắt chưa (Vedan) (2020)

## Các chương trình đã tham gia

### Chương trình truyền hình
- Xưởng thời trang - VTV6
- Bữa trưa vui vẻ - VTV6
- Thử thách đường phố - VTV3
- Ghế không tựa - VTV6
- Thế giới Ô Mai - VTV6
- Sao nhập ngũ - QPVN
- Gặp gỡ diễn viên truyền hình - VTV3
- Let's Style - nào cùng phong cách - VTV6
- Giải mã tình yêu - HTV7
- Nóng cùng World Cup 2018 - VTV6
- Cuộc đua kỳ thú - VTV3
- Cho ngày hoàn hảo - VTV2
- Tâm đầu ý hợp - HTV7
- Nhanh như chớp - HTV7
- Lời tự sự - VTV3
- Úm ba la ra chữ gì? - VTV3
- Gặp gỡ mùa xuân 2022 - VTV3
- Thách là chơi - HTV7
- Bóng đá là số 1 - VTV3
- Chuyện 2023 - HTV7
- S - Việt Nam - VTV1
- Của ngon vật lạ - VTV3
- Mái ấm gia đình Việt - HTV7
- 12 con giáp 2024 - VTV3
- Quán quen chính gốc - VTV3

### Sự kiện
- Lễ trao giải âm nhạc cống hiến 2019
- VTV Awards - VTV1
- Hoa hậu Thế giới Việt Nam 2019 - phần thi Người đẹp thể thao
- Vietnam beauty fashion fest
- Talkshow series: Hoa hậu Việt Nam 2020 - Youtube

### Khách mời bình luận
- Bình luận Ngoại hạng Anh - K+
- Bình luận UEFA Euro 2024

### Quảng cáo
- Bột ngọt Vedan (2020)
- Mì Omachi (2021)
- Mì Kokomi (2021)

## Đời tư
Bình An có bố là cựu vận động viên bóng chuyền, mẹ làm buôn bán nhỏ. Theo lời của bố mẹ thì anh chỉ thi vào ngành điện tử trường Đại học Công nghiệp Hà Nội sau đó bắt đầu chụp ảnh cho các shop thời trang, các báo tuổi teen. Anh đã nhận ra mình không hợp với ngành điện tử nên đã học được 1 năm thì anh quyết định nghỉ học để thi vào trường Sân khấu – Điện ảnh. Nhưng do điều kiện gia đình không cho phép anh theo đuổi ước mơ của mình nên trong thời gian đầu nghỉ học anh đã phải đi kiếm việc làm thêm để có tiền đi học.
Về chuyện tình cảm, Bình An có tình cảm với Á hậu 1 Hoa hậu Việt Nam 2018 Bùi Phương Nga. Sáng 14/2, đúng Ngày Valentine, Anh và Phương Nga quyết định công khai tình cảm trên trang cá nhân sau thời gian giấu kín. Nhiều bạn bè, đồng nghiệp, người hâm mộ đã gửi lời chúc mừng tình yêu của hai người. Hai người sau đó đính hôn trong một buổi tiệc do Bình An bí mật tổ chức để cầu hôn Phương Nga vào tối ngày 13 tháng 2 năm 2022.
Ngày 21 tháng 10 năm 2022, Bình An kết hôn với Phương Nga.

## Giải thưởng
| Giải thưởng    | Năm  | Hạng mục                                                | Tác phẩm đề cử       | Kết quả   | Chú thích |
| -------------- | ---- | ------------------------------------------------------- | -------------------- | --------- | --------- |
| Ngôi Sao Xanh  | 2014 | Gương mặt điện ảnh triển vọng                           | Lạc giới             | Đoạt giải | [ 8 ]     |
| Cánh Diều Vàng | 2014 | Diễn viên triển vọng phim truyện điện ảnh               | Lạc giới             | Đoạt giải | [ 9 ]     |
| Cánh Diều Vàng | 2018 | Nam diễn viên phụ xuất sắc nhất phim truyện truyền hình | Tình khúc bạch dương | Đoạt giải |           |